# Дон Кихот возвращается
«Дон Кихо́т возвраща́ется» (болг. Дон Кихот се завръща) — российско-болгарский авторский фильм (режиссёр, продюсер, сценарист и исполнитель главной роли) Василия Ливанова в двух частях. Пародия-фарс по мотивам романа «Хитроумный идальго Дон Кихот Ламанчский» Мигеля Сервантеса.

## Сюжет
Испания, начало XVII века. Дон Кихано — пожилой человек, квартирующий в доме великовозрастной сеньоры и её дочки. Ведомый творческими мыслями, он кажется окружающим «немного не от мира сего, зациклившимся на рыцарских романах». Он обещает местному пастуху Санчо Пансе, что возьмёт его к себе оруженосцем, и тот скоро станет губернатором «какой-нибудь завоёванной ими области». Однажды ночью они, взяв коня и осла, сбегают на поиски приключений…

## В ролях
- Василий Ливанов — Дон Кихот (Дон Кихано)
- Армен Джигарханян — Санчо Панса
- Цветана Манева — донна Тереза (озвучивала Ирина Губанова)
- Валентин Смирнитский — падре Перес
- Стоян Алексиев — метр Николас (озвучивал Виталий Соломин)
- Борис Ливанов — Самсон Карраско (озвучивал Валерий Сторожик)
- Елена Петрова — Альдонса (озвучила Людмила Потапова)
- Велина Дойгинова (в титрах — Дойчинова) — Антония (озвучивала Нина Тобилевич)
- Стефан Данаилов — герцог (озвучивал Александр Белявский)
- Людмила Чешмеджиева — герцогиня (озвучивала Инна Выходцева)
- Степан Джигарханян (впервые на экране) — дон Мигель
- Вылчо Камарашев — кузнец Родригес (озвучивал Анатолий Кузнецов)
- Кирилл Кавадарков — Хуан Альдуро (озвучивал Юрий Назаров)
- Пётр Гюров — цыганский король (озвучивал Виктор Бохон)
- Валентин Ганев — актёр (озвучивал Владимир Ильин)
- Калин Арсов — ботаник (озвучивал Всеволод Ларионов)
- Димитр Марин — переводчик (озвучивал Всеволод Абдулов)
- Иво Кехайов — Валентино (озвучивал Александр Рахленко; в титрах — Рохленко)
- Христо Шопов — Анхель (озвучивал Виктор Незнанов)
- Валерий Дренников (впервые на экране) — пастушонок (озвучивал Кирилл Ильичёв)
- Екатерина Евро — потаскушка (озвучивала Людмила Артемьева)
- Досьо Досев (в титрах — Доси Досев) — рыбак (озвучивал Владимир Ферапонтов)
- Николай Хаджиминев — королевский сыщик (озвучивал Николай Караченцов; в титрах — Караченцев)
- Велико Стоянов — главарь каторжников (озвучивал Владислав Ковальков)
- Татьяна Лолова — дуэнья Герцогини (озвучивала Софья Кессельман)
- Кирилл Господинов — придворный
- Исмаил Хабилов — карлик
- Френсис Окойе — слуга-африканец
- Пламен Сираков — трактирщик
- Стелла Арнаудова — старая актриса
- Инна Асса (впервые на экране) — юная актриса
- Богомил Атанасов — начальник охраны

## Награды и номинации
- Специальный приз фестиваля «За романтизм» (Василий Ливанов)
- Диплом «За лучшую музыку» (Геннадий Гладков) на VI Международном кинофоруме «Золотой Витязь 1997»
- Приз жюри IV российского кинофестиваля «Литература и кино 1998» (г. Гатчина)[3]
- Номинация на приз в категории «Лучшая музыка к фильму» (Геннадий Гладков) на XI национальной кинематографической премии «Ника 1998»